# Lupinus lyallii
Lupinus lyallii là một loài thực vật có hoa trong họ Đậu. Loài này được A.Gray miêu tả khoa học đầu tiên.

## Hình ảnh

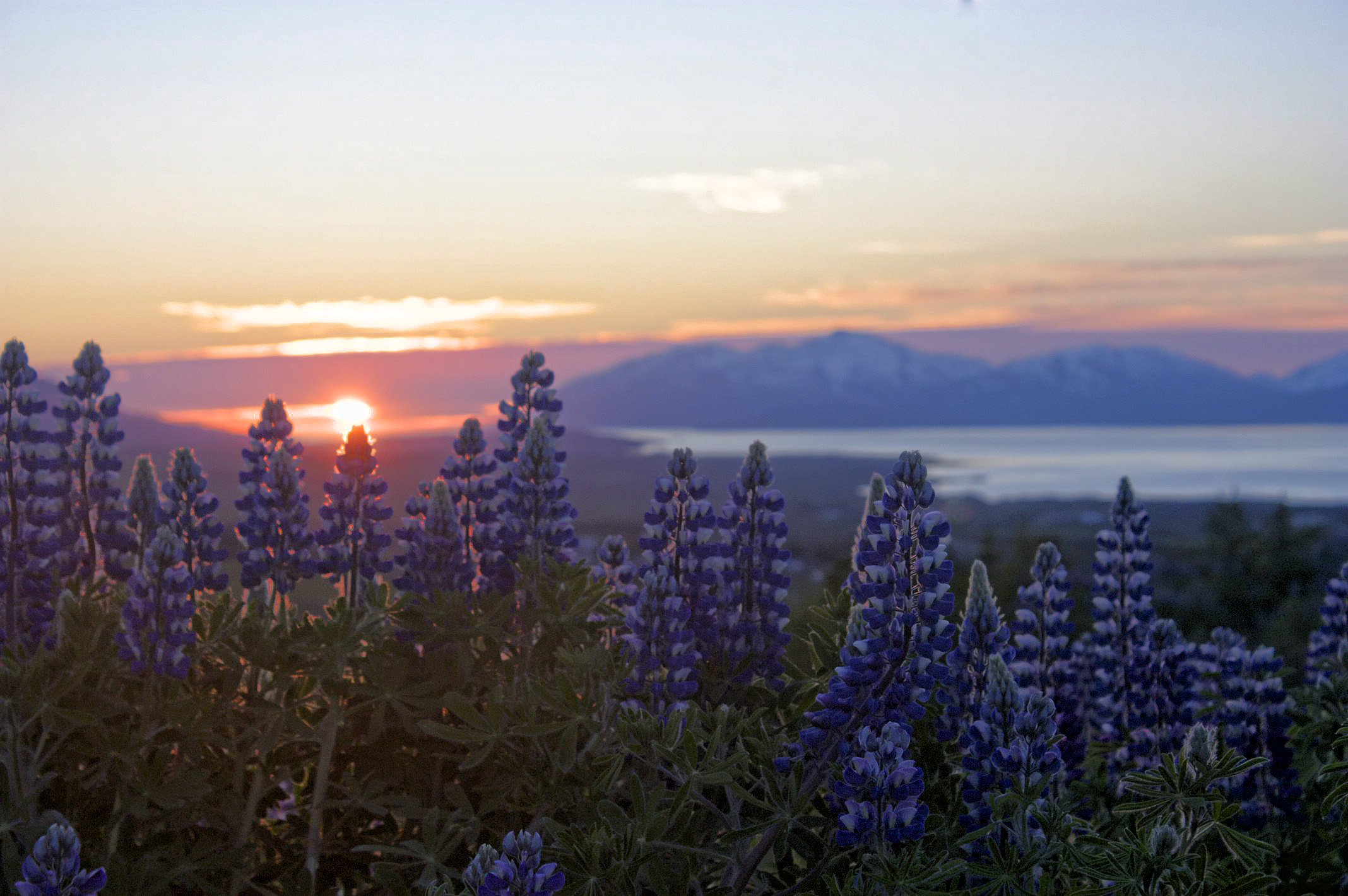
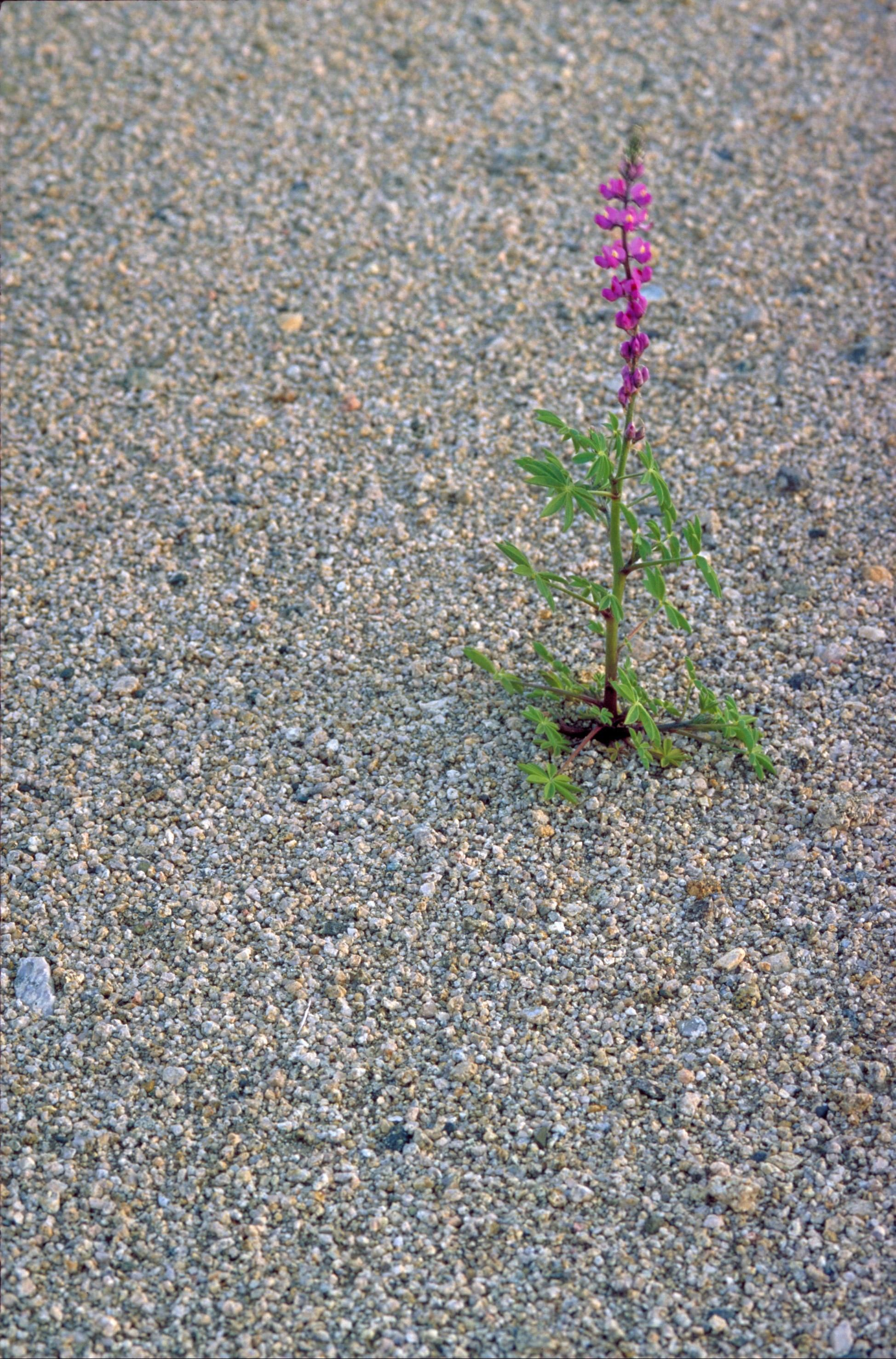
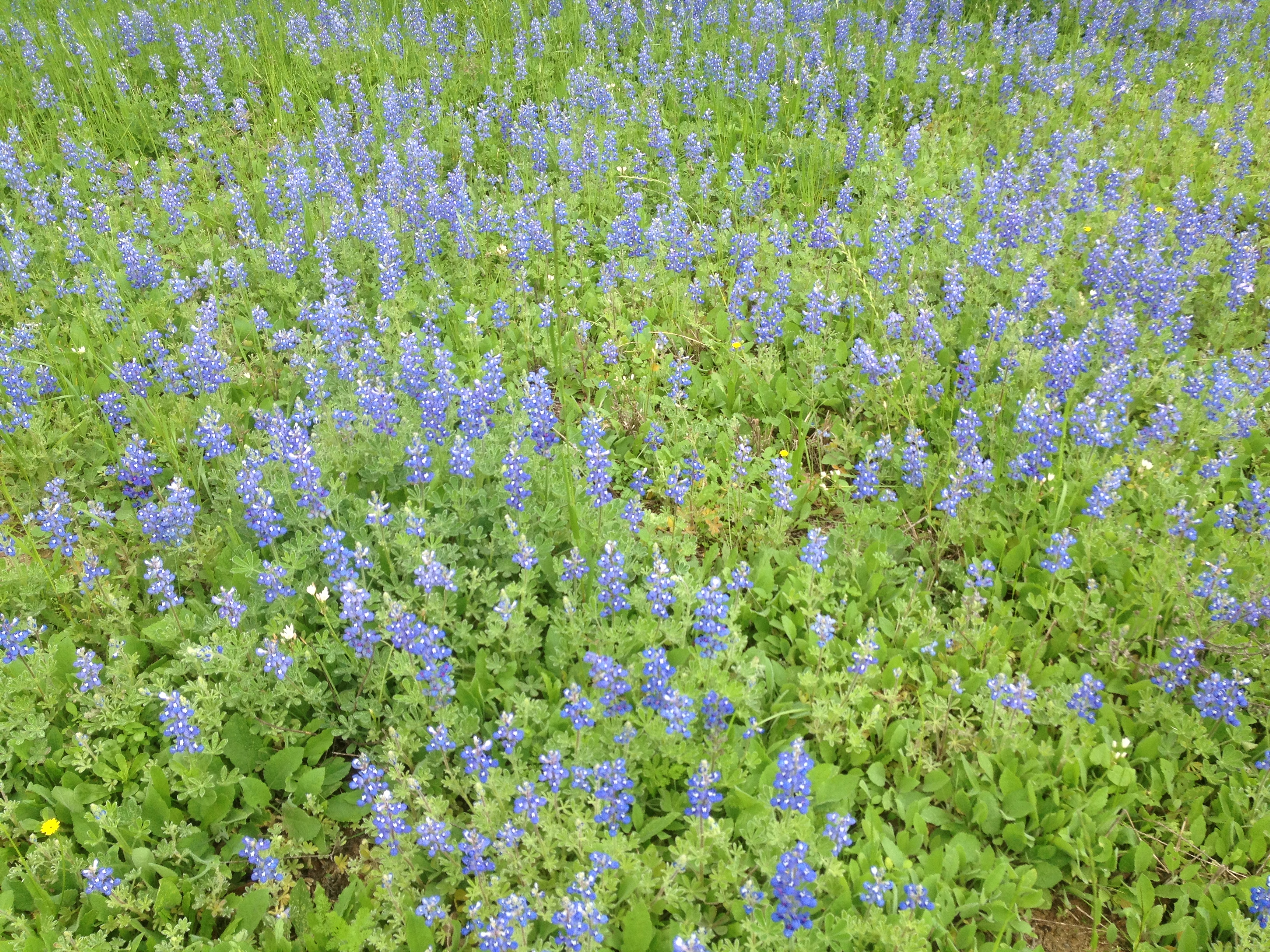
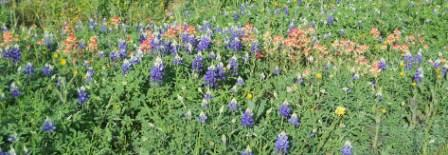